# Máriakéménd
Máriakéménd (kroatisch Kemed) ist eine ungarische Gemeinde im Kreis Bóly im Komitat Baranya.

## Geschichte
Die in den 1960er Jahren durchgeführten archäologischen Grabungen auf dem Gebiet von Máriakéménd haben Funde aus den Jahren 200 nach Christus an den Tag gebracht.
Die ersten schriftlichen Nennungen des Ortes stammen aus dem Jahr 1015. Darin stellt König Stephan I. 41 Dörfer – darunter auch Kéménd – unter die Oberhoheit der Benediktinerabtei von Pécsvárad.
In der damaligen Zeit gab es in der Umgebung bereits Mühlen. Die ansässigen Bauern waren frei, sie beschäftigten sich hauptsächlich mit Weizenanbau, sowie Viehzucht und Weinbau.
Nach der verlorenen Schlacht bei Mohács in 1526 haben Freischärler die Ortschaft von Kéménd verwüstet. 1530 wurde auch Kéménd in das türkische Reich eingegliedert. Während der Befreiungsschlachten  nach der türkischen Besatzung (Schlacht bei Mohács (1687)) war die Siedlung entvölkert, lange Zeit stand sie menschenleer.
1725 kamen deutsche Siedler, überwiegend hessisch-fränkische Aussiedler, in das zerstörte Dorf, wo nur die Ruinen der mittelalterlichen Kirche zu sehen waren. Das Dorf wurde nach den Händen der Siedler gebaut, und es entstand eine blühende Weinbaukultur, und auch der Bau der Weinkellerreihen begann.
Nur etwa ein Drittel der Einwohner war ungarischstämmig. In der Hauptstraße wohnten die betuchten deutschen Bauern, in der Horvat Straße die ärmeren Deutschen, Kroaten und Ungarn.
Dass aus Kéménd Máriakéménd wurde, gründet auf der folgenden Begebenheit:
Im Jahre 1740 sammelten fünf Mädchen aus Kéménd Gras auf der Wiese, etwa 800 Meter von der Ortschaft entfernt, auf dem Gebiet des früheren Friedhofs. Plötzlich fiel ihnen auf, dass sich aus einem versunkenen Grab ein glänzendes Bild hervorhebt: Es war ein Marienbild mit dem kleinen Jesus auf dem Arm. Die Nachricht über diese Begebenheit verbreitete sich in der Umgebung, und trotz eines bischöflichen Verbots wuchs die Zahl der dorthin Pilgernden stetig an. Die Einwohner von Kéménd beantragten eine Pfarrei.
Der Bau einer neuen großen Kirche an der Stelle der früheren Kapelle wurde im Jahre 1746 begonnen. Er wurde ausschließlich aus Spenden der Pilger finanziert.
Die Kirche wurde am 8. Dezember 1754, am Tag der Himmelfahrt Mariens eingeweiht, es gelang jedoch nicht, die ursprünglich geplanten zwei Türme zu erbauen.
Der vollkommenen Ablass wurde der Kirche zu Ehren des Marienfestes am 15. August von Papst Clemens XIV. gewährt. Auch heute noch besuchen Tausende von Pilgern die im gotischen Stil erbaute Kirche.
Im 19. Jahrhundert wurde verstärkt mit der Rodung der Wälder, Nutzbarmachung des Bodens sowie der Intensivierung der Viehzucht und dem großflächigen Weinbau auf dem Gebiet der Ortschaft begonnen. Dadurch entstanden auch viele Presshäuser, wovon eine spätere Aufzeichnung aus dem Jahr 1910 kundtut: „Es gibt mehr Presshäuser als Wohnhäuser.“
Ein Großteil der männlichen Bevölkerung des Dorfes wurde im Ersten Weltkrieg eingezogen und sehr viele sind gefallen. Ihrer gedachten die Ortsansässigen im Jahre 1938 mit der Einweihung einer Gedenkstätte mit Zsolnay-Keramiken an einem der Seitenflügel der Kirche. An die Gefallenen im Zweiten Weltkrieg erinnert an gleicher Stätte eine 1993 errichtete Gedenktafel.
Im Jahre 1947 wurde mit der Zwangsaussiedlung der deutschsprachigen Einwohner begonnen. Gleichzeitig wurden Ungarn, die aus dem zur Tschechoslowakei zugeordneten Oberungarn vertriebenen wurden oder aus der Großen Ungarischen Tiefebene kamen, angesiedelt.
Von den 1960er Jahren bis zum Systemwechsel vegetierte Máriakéménd im Schatten des benachbarten Szederkény als Partnergemeinde. 1992 wurde ein selbständiges Notariat eingerichtet, seither hat sich die Ortschaft sehenswert weiterentwickelt. Der Weinberg mit überwiegenden Weißweinanbau ist über die Landesgrenzen bekannt.
Im Jahr 2022 erklärten sich 85,8 % der Bevölkerung für ungarisch, 18,3 % zu Deutsch, 4,7 % zu Zigeunern, 0,44 bis Kroatisch, 0,2 % Griechisch, 2,9 % zu Anderen. Nach ihrer Religion waren 40,3 % römisch-katholisch, 2,3 % reformiert, 1,8 % lutherisch, 0,2 % griechisch-katholisch, 2 % andere Christen, 0,6 % andere katholische, 14,2 % außerhalb der Konfession (39,5 % antworteten nicht).

## Sehenswürdigkeiten

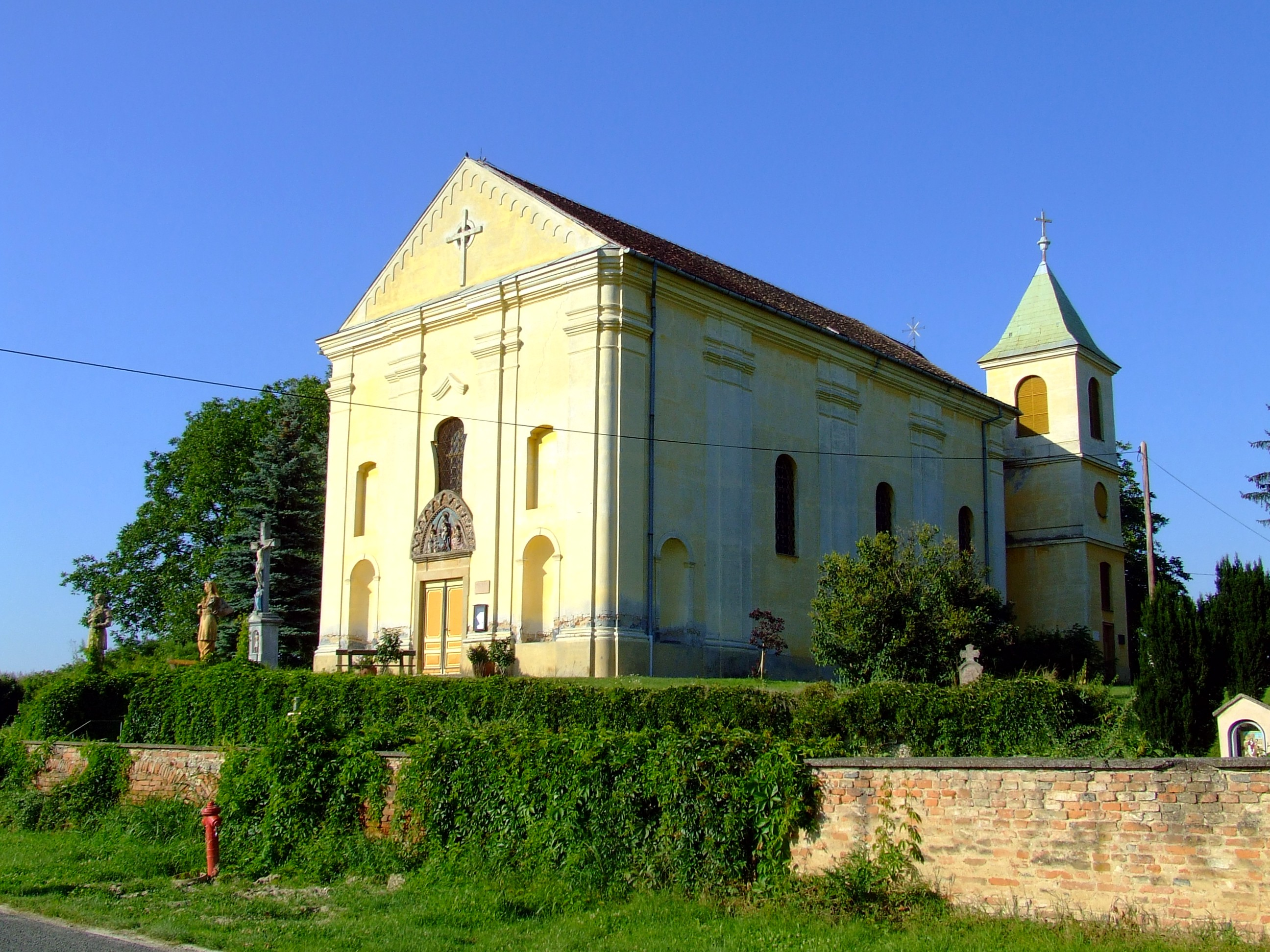
Die gotische Kirche Nagyboldogasszony

- Eine der Sehenswürdigkeiten ist die einzigartige Reihe von Presshäusern, die in einer Länge von 2,5 km auf den Hängen im Osten der Ortschaft erbaut wurden. Die meisten unter ihnen sind noch in ihrer ursprünglichen Form zu sehen. Die Ortschaft ist auch Teil der Weißweinstraße Mohács−Bóly, wodurch man sich einen Aufschwung des Weintourismus erhofft.

- Auf der Ebene der Architektur sind hauptsächlich die im letzten Jahrhundert entstandenen schwäbischen Bauernhöfe mit ihren Haupthäusern, weiten Innenhöfen, großen Wirtschaftsgebäuden und Gärten zu nennen. Auch hier sind einige noch im ursprünglichen Zustand zu sehen.

- Im Jahre 2000 wurde das Dorfmuseum eingeweiht. Hier sind im Besonderen die früheren häuslichen Gegenstände der deutschen Bauerngehöfte zu sehen. Die Geschichte des Dorfes wurde ebenfalls dargestellt.

- Etwa 1 km von der Ortschaft entfernt liegt die gotische Gnadenkirche. Sie wurde 1671 in ihre heutige Form gebracht, die auch die barocke Elemente aufweist.

## Verkehr
Durch Máriakéménd verläuft die Landstraße Nr. 5608. Der nächstgelegene Bahnhof befindet sich südlich in Bóly.

## Belege
1. ↑  Helyi önkormányzati választások 2024. június 9. - Máriakéménd. Nemzeti Választási Iroda, 3. August 2024, abgerufen am 15. Juli 2025 (ungarisch, englisch).
2. ↑  Vertreibung der Deutschen aus Ungarn 1946-1948 nach Gemeinden. (doc) Anton Tressel, 25. Mai 2015, abgerufen am 20. Juli 2016.
3. ↑  Geschichte der Ungarndeutschen von 1900 bis heute. Anton Tressel, 25. Mai 2015, abgerufen am 20. Juli 2016.
4. ↑  Máriakéménd Helységnévtár